# Lijst van spelers van het Wit-Russische voetbalelftal
Deze lijst van spelers van het Wit-Russische voetbalelftal geeft een overzicht van alle voetballers die minimaal veertig interlands (caps) achter hun naam hebben staan voor Wit-Rusland. Vetgedrukte spelers zijn in 2016 nog voor de nationale ploeg uitgekomen.

## Overzicht
- Bijgewerkt tot en met de wedstrijd tegen  Bulgarije op 13 november 2016

| Naam speler           | Debuut | Laatst | Caps | Goals |
| --------------------- | ------ | ------ | ---- | ----- |
| Alyaksandr Kulchy     | 1996   | 2012   | 101  | 5     |
| Sergej Goerenko       | 1994   | 2006   | 80   | 3     |
| Syarhei Amelyanchuk   | 2002   | 2011   | 74   | 1     |
| Sergej Kornilenko     | 2003   | 2016   | 78   | 17    |
| Aljaksandr Hleb       | 2001   | 2016   | 77   | 6     |
| Tsimafei Kalachou     | 2004   | 2016   | 76   | 10    |
| Sergei Shtaniuk       | 1995   | 2007   | 71   | 3     |
| Maksim Romashchenko   | 1998   | 2008   | 63   | 20    |
| Sjarhej Kisljak       | 2009   | 2016   | 62   | 10    |
| Yuriy Zhevnov         | 2003   | 2015   | 58   | 0     |
| Valyantsin Byalkevich | 1992   | 2005   | 56   | 10    |
| Aleksandr Martinovich | 2009   | 2016   | 54   | 2     |
| Igor Shitov           | 2009   | 2016   | 53   | 1     |
| Vitaly Kutuzov        | 2002   | 2011   | 52   | 13    |
| Andrei Ostrovskiy     | 1994   | 2005   | 52   | 1     |
| Anton Pytsila         | 2008   | 2015   | 50   | 6     |
| Jegor Filipenko       | 2007   | 2016   | 47   | 1     |
| Vjatsjaslaw Hleb      | 2004   | 2011   | 45   | 12    |
| Vitali Rodionov       | 2007   | 2014   | 45   | 10    |
| Dmitry Verkhovtsov    | 2008   | 2014   | 44   | 3     |
| Maksim Bordachev      | 2009   | 2016   | 43   | 2     |
| Vladimir Korytko      | 2002   | 2012   | 40   | 3     |

BFF · A-internationals · Bondscoaches · Statistieken · Wit-Russisch vrouwenelftal · Olympisch elftal · W-Rusland U21 · W-Rusland U19 · W-Rusland U18 · W-Rusland U17 · W-Rusland U16
1990 – 1999 · 
2000 – 2009 · 
2010 – 2019 ·
2020 − 2029
1992 · 
1993 · 
1994 · 
1995 · 
1996 · 
1997 · 
1998 · 
1999 · 
2000 · 
2001 · 
2002 · 
2003 · 
2004 · 
2005 · 
2006 · 
2007 · 
2008 · 
2009 · 
2010 · 
2011 · 
2012 · 
2013 ·
2014 ·
2015 ·
2016 ·
2017 ·
2018 ·
2019 ·
2020 ·
2021 ·
2022 ·
2023
Albanië · 
Andorra · 
Argentinië · 
Armenië · 
Azerbeidzjan · 
Bahrein ·
België ·
Bosnië en Herzegovina · 
Bulgarije · 
Canada · 
Cyprus · 
Denemarken · 
Duitsland · 
Ecuador · 
Egypte · 
Engeland · 
Estland · 
Finland · 
Frankrijk · 
Gabon ·
Georgië · 
Griekenland · 
Hongarije · 
Honduras · 
Ierland ·
IJsland · 
India ·
Iran · 
Israël · 
Italië ·
Japan ·
Jordanië · 
Kazachstan ·
Kirgizië · 
Kosovo ·
Kroatië · 
Letland · 
Libië · 
Liechtenstein ·
Litouwen · 
Luxemburg · 
Malta · 
Mexico ·
Moldavië · 
Montenegro · 
Nederland · 
Nieuw-Zeeland ·
Noord-Ierland ·
Noord-Macedonië ·  
Noorwegen · 
Oekraïne · 
Oezbekistan · 
Oman · 
Oostenrijk · 
Peru · 
Polen · 
Roemenië · 
Rusland · 
San Marino · 
Saoedi-Arabië · 
Schotland · 
Slovenië · 
Slowakije · 
Spanje ·
Syrië ·
Tadzjikistan · 
Tsjechië · 
Tunesië · 
Turkije · 
Verenigde Arabische Emiraten · 
Wales · 
Zuid-Korea · 
Zweden · 
Zwitserland